# Алисон Филикс
Алисон Мишел Филикс (енгл. Allyson Michelle Felix; Лос Анђелес, САД, 18. новембар 1985) је америчка атлетичарка, специјалиста за спринтерске дисциплине.
Освајала је велики број медаља на најзначајнијим такмичењима, била је светска и олимпијска шампионка у трци на 200 метара, као и у штафетама 4 × 100 м и 4 × 400 м са колегиницама из репрезентације САД. На Олимпијским играма 2012. године у Лондону била је чланица штафете која је оборила светски рекорд на 4 × 100 метара стар 27 година.